# Charles Traoré
Charles Traoré (ur. 1 stycznia 1992 w Aulnay-sous-Bois) – malijski piłkarz grający na pozycji lewego obrońcy. Od 2018 jest zawodnikiem klubu FC Nantes.

## Kariera piłkarska
Swoją karierę piłkarską Traoré rozpoczął w klubie CSL Aulnay-sous-Bois. W sezonie 2011/2012 zadebiutował w nim w śiodmej lidze francuskiej. W sezonie 2013/2014 grał w szwajcarskim FC Azzurri z Lozanny. Z kolei w sezonie 2014/2015 był zawodnikiem rezerw FC Nantes. Latem 2015 odszedł do Troyes AC. 23 stycznia 2016 zadebiutował w jego barwach w Ligue 1 w wygranym 3:1 wyjazdowym meczu z Lille OSC. W sezonie 2015/2016 spadł z Troyes do Ligue 2. W sezonie 2017/2018 ponownie grał w Troyes w Ligue 1.
Latem 2018 Traoré przeszedł do FC Nantes. Zadebiutował w nim 20 stycznia 2019 w przegranym 0:1 wyjazdowym meczu z Angers SCO.
| Sezon   | Klub                 | Kraj       | Rozgrywki | Mecze | Gole |
| ------- | -------------------- | ---------- | --------- | ----- | ---- |
| 2011/12 | CSL Aulnay-sous-Bois | Francja    | 7. liga   | ?     | ?    |
| 2012/13 | CSL Aulnay-sous-Bois | Francja    | 7. liga   | ?     | ?    |
| 2013/14 | FC Azzurri           | Szwajcaria | 1. Liga   | ?     | ?    |
| 2014/15 | FC Nantes B          | Francja    | CFA       | 0     | 0    |
| 2015/16 | Troyes AC            | Francja    | Ligue 1   | 5     | 0    |
| 2015/16 | Troyes AC B          | Francja    | CFA       | 9     | 0    |
| 2016/17 | Troyes AC            | Francja    | Ligue 2   | 20    | 1    |
| 2016/17 | Troyes AC B          | Francja    | CFA 2     | 2     | 0    |
| 2017/18 | Troyes AC            | Francja    | Ligue 1   | 34    | 0    |
| 2018/19 | Troyes AC            | Francja    | Ligue 2   | 1     | 0    |
| 2018/19 | FC Nantes            | Francja    | Ligue 1   | 13    | 0    |
| 2019/20 | FC Nantes            | Francja    | Ligue 1   | 20    | 0    |
| 2020/21 | FC Nantes            | Francja    | Ligue 1   | 22    | 1    |

## Kariera reprezentacyjna
W reprezentacji Mali Traoré zadebiutował 27 maja 2016 roku w przegranym 0:1 towarzyskim meczu z Nigerią. W 2017 roku został powołany do kadry na Puchar Narodów Afryki 2017, a w 2021 na Puchar Narodów Afryki 2021.